# Suōōshima (Yamaguchi)
Suōōshima (周防大島町 Suōōshima-chō?) es un pueblo localizado en la prefectura de Yamaguchi, Japón. En junio de 2019 tenía una población estimada de 15.554 habitantes y una densidad de población de 113 personas por km². Su área total es de 138,09 km².

## Demografía
Según los datos del censo japonés, esta es la población de Suōōshima en los últimos años.
| Año del censo | Población |
| ------------- | --------- |
| 1995          | 24.795    |
| 2000          | 23.013    |
| 2005          | 21.392    |
| 2010          | 19.084    |
| 2015          | 17.199    |